# Lo Serradell (Abella de la Conca)

Lo Serradell, respecte del terme d'Abella de la Conca

Lo Serradell és un indret i partida del terme municipal d'Abella de la Conca, a la comarca del Pallars Jussà.
Està situat al nord-oest de Mas Palou, entre el Camí de les Bordes, que queden a ponent, i el barranc de Caborriu, a llevant. A migdia de lo Serradell queda l'indret anomenat lo Mas de Santa Maria.

## Etimologia
Joan Coromines inclou Serradell a l'Onomasticon Cataloniae. Es tracta d'un derivat diminutiu del mot comú serrat, el qual, pel seu costat és també un derivat diminutiu del mot comú serra. És, per tant, un topònim ja plenament romànic, descriptiu del lloc on es troba aquest topònim.